# عبد السلام الشريف (ممثل)
عبد السلام الشريف (1910 - 1996)، هو فنان ممثل مصري وُلد بمدينة المنيا يوم 2 مايو عام 1910. وتوفي بالجيزة يوم 26 نوفمبر عام 1996.

## من أعماله
- تيتاوونج (فيلم) ـ 1937 ممثل.
- الحب المورستاني (فيلم) ـ 1937 ممثل.
- خلف الحبايب (فيلم) 1939 - (مهندس المناظر).